# Буйничский Свято-Духов монастырь

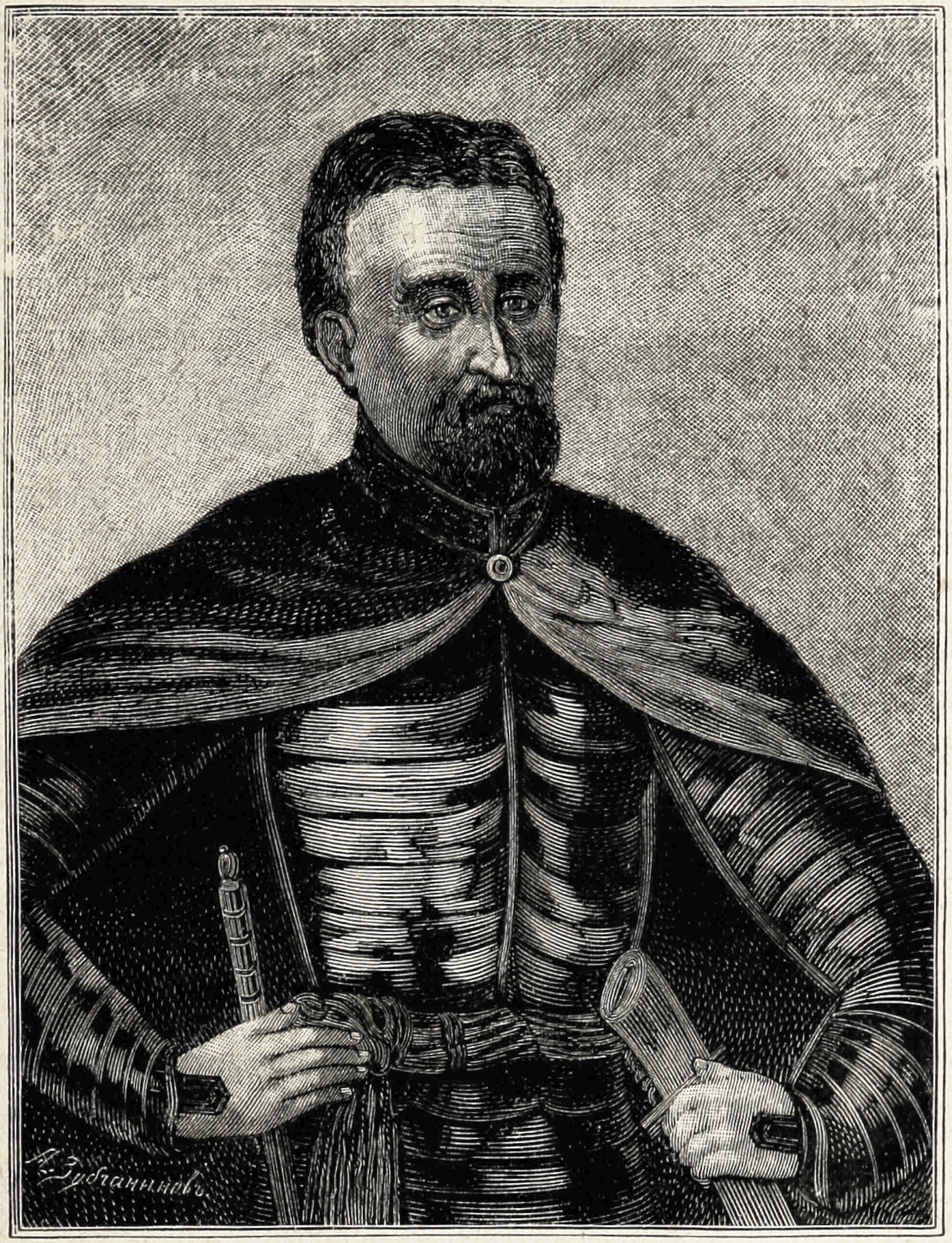
Основатель монастыря - Богдан Статкевич (гравюра с портрета, найденного в Оршанском Кутеинском монастыре).

Буйничский в честь сошествия Святого Духа на апостолов женский монастырь — православный монастырь, существовавший с 1633 по 1930 годы в посёлке Буйничи (совр. Могилёвский район Могилёвской области Беларуси).

## История монастыря

### Мужской монастырь
В 1633 году Богдан Стеткевич и его супруга Елена Богдановна, исполняя желание умершего отца Елены — князя Б. Б. Соломерецкого, для противодействия насаждаемой в Речи Посполитой Брестской унии, выдали фундуш на основание православного монастыря и на передачу ему небольшого надела в Буйничах, а также части имения Барколабово с сёлами Костинка и Холмы (всего 1900 десятин земли). Устройством новооткрытой обители по просьбе Богдана Стеткевича занимался игумен Богоявленского Кутеинского монастыря Иоиль (Труцевич), который фактически объединил оба монастыря: обители имели одинаковый устав, одно содержание, монахи и игумен ежегодно переходили из одного монастыря в другой.
Хранившийся в конце XIX века в ризнице уфимского Воскресенского собора антиминс подписанный в 1637 году епископом Сильвестром Коссовым свидетельствует о постройке к этому году в Буйничском монастыре Успенского храма. В конце XVII века он обветшал и был заменен новым деревянным тёплым храмом с трапезной. Посетивший монастырь в 1697 году П. А. Толстой упоминает о существовании в нём в то время церкви Святого Духа «изрядного строения». Во время русско-польской войны монастырь подвергся разорению со стороны казаков И. Н. Золотаренко. В 1708 году монастырь был разграблен шведскими солдатами, разобравшими деревянный успенский храм для строительства настилов и мостов. В 1718 году на месте деревянного храма была построена каменная церковь во имя Николая Чудотворца.
В 1773 году, после присоединения Могилёва к Российской империи, монастырь указом Святейшего Синода был включен в Могилёвскую епархию Русской православной церкви. В конце XVIII века настоятели неоднократно жаловались в епархиальную консисторию на пьянство, бродяжничество, драки и невежество братии. В итоге, в 1798 году указом Синода монастырь был приписан к Могилёвскому братскому монастырю.
В начале XIX века настоятелями монастыря являлись будущие архиереи: Венедикт (Григорович) (1815—1821), Арсений (Москвин) (1826—1827), Поликарп (Радкевич) (1829—1835).
Настоятели монастыря
- Игумен Иоиль (Труцевич) - 1633 - 1655 (настоятель нескольких монастырей одновременно)
- Игумен Варнава (Громович) 1664
- Игумен Виктор (Бублицевич) 1667
- Игумен Игнатий (Хоментовский) 1669
- Игумен Гедеон (Климович) 1679 - 1686
- Игумен Иоасаф (Дранник) 1693 - 1698
- Игумен Иосиф (Поленяка) 1701
- Игумен Иов (Молочко) 1705
- Игумен Паисий (Красовский) 1705 - 1714
- Игумен Иона (Маркианович) 1717 - 1718
- Игумен Самуил (Дуров) 1722
- Игумен ---------- (Королькевич) 1731
- Игумен Викентий (Барановский) 1739 - 17.2.1750
- Игумен Иларион (Летяга) 1750 - 1752
- Игумен Митрофан (Царикевич) 1759
- Игумен Варнава (Просолович) 1764 - 1765
- Архимандрит Досифей (Галаховский) 1765
- Игумен Маркелл 1766 - 1769
- Игумен Давид (Лятошинский) 1769 - 1775
- Игумен Евфимий ноябрь 1775 - апрель 1776
- Иеромонах Гавриил апрель 1776 - май 1777 (строитель)
- Игумен Савва (Пальмовский) 9 мая 1777 - 2 августа 1778
- Игумен Ефрем  2 августа 1778 - 1783
- Игумен Гавриил (Чаплинский) 1783
- Игумен Иосиф (Блажевский) август 1783 - май 1786
- Игумен Гавриил (Чаплинский) май 1786 - 9 апреля 1787 (повторно)
- Игумен Геронтий (Людоговский) 9 апреля 1787 - 15 августа 1795
- Игумен Иосиф 15 августа - 13 октября 1795
- Игумен Сосипатр 13 октября 1795 - 7 декабря 1798
- Архимандрит Иоасаф 7 декабря 1798 - август 1815
- Архимандрит Венедикт (Григорович) 18 августа 1815 - 1 августа 1821
- Иеромонах Феоктист 1821-1813
- Архимандрит Созонт 1813 - 1826
- Игумен Арсений (Москвин) 4 декабря 1826 - 23 августа 1827
- Архимандрит Гавриил 1827 - 15 июля 1829
- Архимандрит Поликарп (Радкевич) 15 июля 1829 - 16 августа 1835

### Женский монастырь
В 1835 году Святейшим Синодом по инициативе епископа Гавриила (Городкова) Буйничский монастырь был обращён в женский, с припиской к нему Борколабовского Вознесенского монастыря, из которого были переведены сюда игуменья и большая часть монахинь. В 1842 году монастырь был лишён всех владений и отнесён ко второму классу. По сохранившимся сведениям в начале XIX века в монастыре существовали каменная Никольская церковь и каменный собор Святого Духа с приделами во имя Иоанна Предтечи и Успения Богородицы. В соборе хранилась копия Борколабовской иконы Божией Матери.
Существовавший с 1835 года при монастыре дом призрения девиц духовного звания в 1863 году был преобразован в училищеще для девиц духовного звания, которое в 1892 году было переведено в Могилёв. В освободившемся помещении вновь открыли приют для сирот, впоследствии преобразованный в первую в епархии женскую двухклассную церковно-приходскую школу для всех сословий.
В 1919 году владения монастыря были переданы рабочему кооперативу, но монастырь продолжил своё существование. В 1928 году в нём жил Серафим (Самойлович). Окончательно монастырь был закрыт в 1929/1930 годах. В годы немецкой оккупации богослужения были временно возобновлены. После войны в помещениях монастыря были устроены зернохранилища.
Настоятельницы монастыря
- Игумения Капитолина 1835 - 1844
- Игумения Евдокия 1844 - 1862

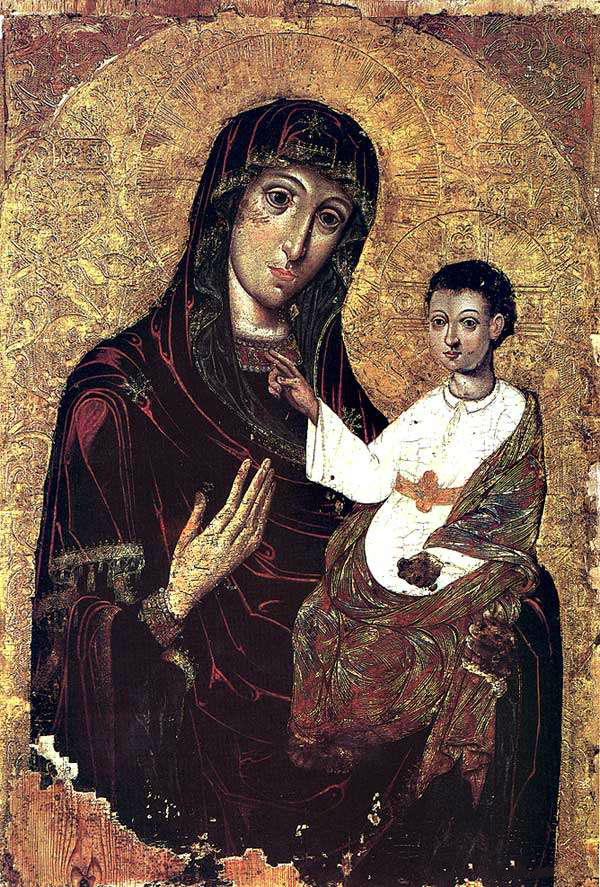
Борколабовская икона Божией Матери.

- Игумения Милетина (Ватаци) 1862 - 1866
- Игумения Евлампия 11 ноября 1866 - 9 марта 1887[4]
- Игумения Мария 1887 - 4 марта 1902
- Игумения Евсевия (Стасенкова) 1902

## Современное состояние
На сегодняшний день постройки монастыря не сохранились.